# 革命社会党 (法国)
革命社会党（法語：Parti socialiste révolutionnaire，缩写为PSR）是法国历史上的一个布朗基主义政党。
该党成立于1898年，由中央革命委员会改组而成。该党是当时仅次于法国工人党的法国第二大马克思主义政党。
该党的领导人是爱德华·瓦扬，他试图在温和社会主义者（如让·饶勒斯、保罗·布鲁斯）和马克思主义者（如茹尔·盖得、保尔·拉法格）之间取得平衡。1901年，该党与法国工人党合并为革命社会主义团结。